# 伊原吉之助
伊原 吉之助（いはら きちのすけ、1930年3月17日 - ）は、昭和、平成の台湾問題学者、比較近代史学者。

## 経歴
大阪府堺市生まれ。大阪府立堺中学校（現在の大阪府立三国丘高等学校）、大阪市立都島工業専門学校電気科（現在の大阪市立大学工学部）を経て、1950年、神戸大学経済学部入学。1959年、神戸大学大学院経済学研究科修了。
大学院修了後、龍谷大学経済学部講師を経て、1964年帝塚山大学教養学部助教授。1971年、同教授。2000年、定年退職し名誉教授。日亜協会会長

## 著書

### 単著
- 『ベンサムの功利主義体系――その基礎構造の解明』龍谷学会、1960年

### 編著
- 『台湾の政治改革年表・覚書（李登輝時代）』帝塚山大学論集、1990年
  - その後、対象年度ごとの同名の書を度々出している。2004年からは交流協会での出版となっている。総計15冊。

### 共著
- 経済社会学年報編集委員会編『ソ連邦崩壊の衝撃』経済社会学会、1992年
- 岡本幸治編『現代中国の変動と課題』多賀出版、1996年
- 『運命の十年――柳条湖から真珠湾へ』産経新聞ニュースサービス、2002年
- 関西日中関係学会編『中国の近代化』桜美林大学北東アジア総合研究所、2012年
- 関西日中関係学会編『勃興するアジアと日中関係』桜美林大学北東アジア総合研究所、2013年
- 関西日中関係学会編『現代中国の諸問題と日中関係』桜美林大学北東アジア総合研究所、2014年

### 共編著
- 『極東・アジアの政治と経済』泰流社、1987年

### 訳著
- J・S・ミル「功利主義論」- 中央公論社「世界の名著 38」、1967年、のち中公バックス